# Канадский экспедиционный корпус

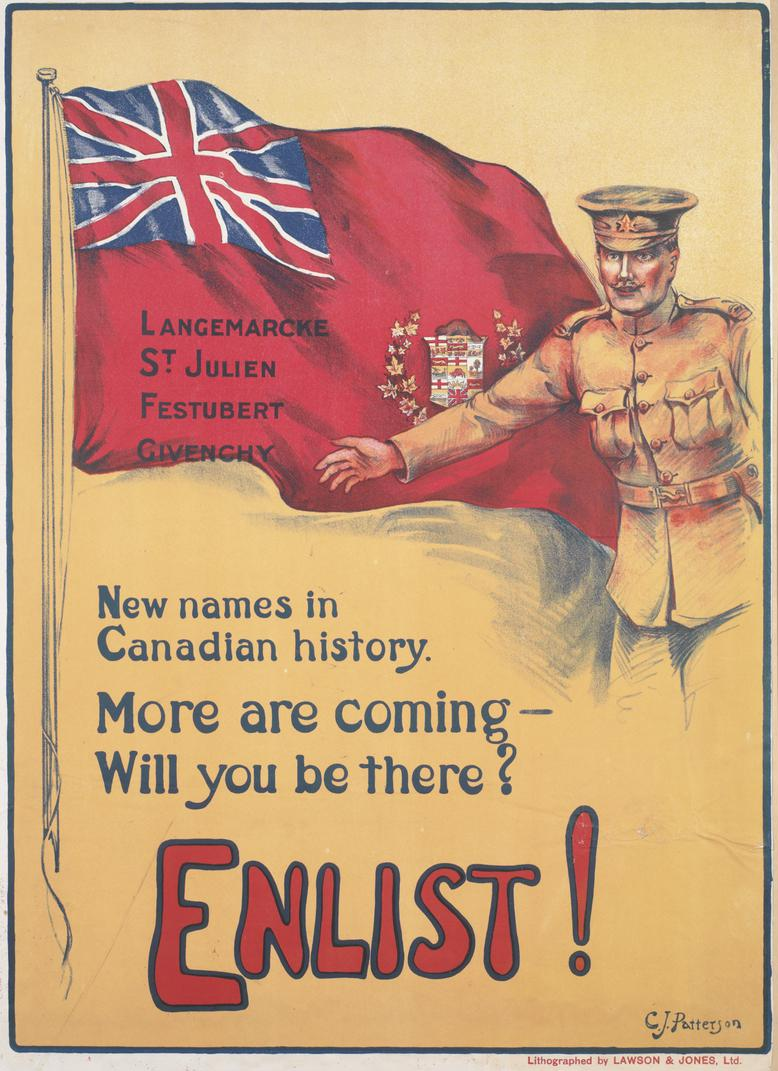
Канадский агитационный плакат времён Первой мировой войны

Канадский корпус (англ. Canadian Corps, фр. Corps canadien) — вооружённое формирование канадских экспедиционных войск, созданное для участия в Первой мировой войне.
После того, как было принято решение об участии Канады в Первой мировой войне, канадские войска были направлены в Европу для участия в боевых действиях против германской армии. В 1914 году во Францию через Атлантический океан была направлена 1-я канадская дивизия. Канадский экспедиционный корпус был сформирован в сентябре 1915 года после того как на Западный фронт прибыла 2-я канадская дивизия. В декабре 1915 и августе 1916 года корпус был расширен за счёт прибытия 3-й и 4-й канадских дивизий. В Канаде формировалась и 5-я дивизия, однако её формирование не было завершено, а личный состав был направлен на пополнение четырёх имеющихся дивизий.
Канадский корпус сначала формировался на добровольной основе, основную часть военнослужащих составляли англоканадцы. Но в 1917 году в Канаде был введён призыв в армию, что вызвало серьёзные протесты. Всего было призвано около 100 000 человек, из которых на фронт было отправлено лишь 24 132. Всего в канадских экспедиционных силах во время войны служило около 630 000 человек, из которых реально на фронте побывало около 425 000, 234 000 тысячи было убито и ранено[уточнить]. Всего было сформировано 262 пехотных батальонов канадских экспедиционных сил, часть из них использовались как запасные, направлявшие пополнения на фронт.
В конце войны канадский корпус считался одной из наиболее боеспособных частей союзных войск на Западном фронте.
Канадский корпус участвовал в боевых действиях против немецкой армии на Западном фронте. В 1915 году канадские дивизии воевали на разных участках фронта. В 1916 году канадские войска отличились в битве на Сомме. В 1917 году канадский экспедиционный корпус захватил возвышенность Вими, прорвав немецкий фронт, нанеся поражение немецким войскам в этом районе. На заключительном этапе войны канадские войска сыграли важную роль в решающих наступлениях Антанты. Канадцы участвовали в прорыве фронта у Амьена, боях при Аррасе.
После завершения войны 1-я и 2-я канадские дивизии участвовали в оккупации Германии. Канадский корпус был демобилизован в 1919 году. Всего за время боевых действий канадские экспедиционные войска потеряли погибшими около 60 000 человек[уточнить].